# Léon Velge
Jonkheer Léon Léandre Marie Raymond Velge (Brussel, 22 maart 1931 - Warcoing, 14 mei 2012) was een Belgische ondernemer, bestuurder en politicus.

## Biografie
Léon Velge promoveerde tot doctor in de rechten aan de Université catholique de Louvain en werkte jarenlang als bestuurder bij metaalbedrijf Bekaert. Hij was een kleinzoon van Leo Leander Bekaert, politicus en oprichter van Bekaert. Hij was een broer van Jean-Charles Velge, de laatste familiale CEO van Bekaert, een neef van ondernemer Maurice Velge, een neef van politicus en ondernemer Antoine Bekaert en een oom van bankier Maxime Jadot.
Hij was actief in de gemeentepolitiek in Warcoing, zetelde er in de gemeenteraad en werd er burgemeester. Hij was de laatste burgemeester van Warcoing, dat in 1977 een deelgemeente werd van Pecq.
Daarnaast was Velge actief bij heel wat andere instellingen en verenigingen. Zo was hij bijna een kwarteeuw voorzitter van de Brusselse onderwijsinstelling IHECS (Institut des Hautes Études des Communications Sociales). Ook in de VS zat hij in de beheerraad van enkele scholen. Hij was in 1971 medeoprichter van de Golf & Country Club Oudenaarde en hij richtte voetbalclub Olympic de Warcoing op, waarvan het stadion naar hem werd genoemd. In 1959 en 1963 werd hij Belgisch kampioen golf (matchplay). Hij was ook lid van de prestigieuze Schotse golfclub The Royal and Ancient Golf Club of St Andrews. 
Hij overleed in 2012 aan de ziekte van Parkinson.